# La Sagrera
La Sagrera é um bairro da cidade de Barcelona. Limita pelo norte com o bairro de Sant Andreu de Palomar, pelo leste com o bairro de La Verneda i la Pau, pelo sul com Navas e pelo oeste com El Congrés i els Indians,.
O bairro de La Sagrera está integrado administrativamente no Distrito IX da cidade de Barcelona, denominado oficialmente Sant Andreu, ainda que nunca pertenceu ao antigo município de Sant Andreu del Palomar, senão ao de Sant Martí de Provençals; no entanto a realidade político-administrativa e urbanística tem feito que La Sagrera mantenha mais relações com Sant Andreu que com o resto de bairros de Sant Martí de Provençals.
A origem deste nome se remonta ao século XI, quando os campesinos da Catalunha vivem sob as ameaças e as agressões dos nobres. O Abade Oliva, vendo a necessidade de proteger-los, pactua com os nobres a criação de les sagreres, um espaço de 30 passos ao redor das igrejas em que pessoas e bens estariam a salvo de qualquer agressão. Nestes espaços os campesinos construíam uns pequenos edifícios chamados sagrers, que se utilizavam para guardar as culturas do pároco e a gente do contorno. Desta maneira nasce o bairro de La Sagrera, como a zona protegida da vila de Sant Martí de Provençals.

## Mudanças em La Sagrera
Atualmente se está realizando neste bairro um dos projetos urbanísticos mais importantes da atualidade em Barcelona. Se trata da construção da nova estação do trem de alta velocidade (AVE) que unirá Barcelona com Madrid e com a fronteira francesa, assim como um novo intercambiador da rede de metro de Barcelona, que incluirá as atuais linhas 1, 4 e 5, e a futura linha 9, atualmente em construção. O projeto inclui a urbanização dos terrenos adjacentes para a futura estação do trem de alta velocidade: Barcelona - Sagrera.
O projeto tem despertado no bairro, e em toda a cidade, multidão de críticas devido a alteração radical que sofrerá na configuração atual da zona, assim como suspeitas e acusações de especulação imobiliária, como já sucedeu nas recentes atuações urbanísticas na zona donde se celebrou o Forum Universal das Culturas de 2004.